# Григорій (Огійчук)
Єпископ Григорій (у мирі: Григорій Огійчук; 25 січня 1893, Трубіївка Сквирського повіту Київської губернії, нині: Ружинського району Житомирської області — 13 лютого 1985, Чикаго) — український церковний діяч, архієрей УАПЦ (1942–1947), засновник та пізніше митрополит Соборноправної української автокефальної православної церкви (СУАПЦ) (1947–1985).

## Біографія
Навчався у Київській церковно-учительській семінарії, яку закінчив у 1915 році. 1918 року закінчив Житомирське українське пастирське училище.
20 травня 1919 року рукоположений на священика і призначений настоятелем храму у селі Хейлів (нині — Красногірка, Попільнянського району на Житомирщині). Став активним учасником руху за українізацію та автокефалію Православної Церкви в Україні.
1923 року за активну проповідь Христа та розбудову УАПЦ отець Огійчук був арештований карателями ЧК на чотири місяці.
У 1923–1927 роках — священник УАПЦ на парафіях Житомирщини. За ревне служіння переведений на посаду настоятеля кафедрального собору Успіння Пресвятої Богородиці УАПЦ в Бердичеві.
З 1932 року — настоятель собору в Бердичеві.
18 березня 1932 року арештований російсько-більшовицькими карателями і вивезений до концентраційних таборів на Кузбасі. 1936 року був звільнений із заслання і повернувся в Україну, звершував богослужіння підпільно вдома у своїх парафіян. Вільно зміг сповідувати православну віру й вільно звершувати богослужіння тільки у 1941 році після приходу на Житомирщину гітлерівських військ.
17 травня 1942 року архімандрит Григорій (Огійчук), з благословення митрополита Діонісія, рукоположений на єпископа Житомирського — архієпископом Никанором (Абрамовичем) та архієпископом Ігорем (Губою) у Кафедральному соборі святого Андрія Первозванного у Києві.
З травня 1942 року — єпископ Житомирський.
З вересня 1942 до березня 1943 року був ув'язнений в гітлерівській тюрмі.  Гітлерівці дорікали владиці Григорію за український патріотизм і заклики до щирої молитви за відновлення власної незалежної Української Держави. Він перебував у німецькій в'язниці вісім місяців. До 16 березня 1943 року перебував у в'язниці.
У 1943 році має титул єпископа Житомирського і Вінницького УАПЦ.
Наприкінці війни емігрував до Німеччини.
З жовтня 1947 року очолив Собороправну українську втокефальну православну церкву, за що був позбавлений сану архієреями УАПЦ 24 жовтня 1947 року. У 1950 році переїхав до США, жив у Чикаго.
На церковному соборі, проведеному в Чикаго 25–26 грудня 1971 року , обраний митрополитом СУАПЦ. 
29 червня 1982 року у Покровському соборі м. Чикаго митрополит Григорій (Огійчук) у співслужінні митрополита Андрія (Празького) та архієпископа Антонія (Празького) висвятив у сан єпископа Хюстонського і всього Техасу архимандрита Макарія (в миру Девід Карріон, мексиканець за походженням), який ще у серпні 1975 року був висвячений у сан ієромонаха в Андріївському монастирі в районі Бронкс м. Нью-Йорк, у юрисдикції Словянської православної церкви (предстоятель — Андрій (Вільям Ендрю Пратскі, або Празький), митрополит Нью-Йоркський).
Також 2 липня 1982 року на вікарного єпископа Техаської єпархії в Чикаго був висвячений архімандрит Тимофій, клірик Хюстонського чоловічого монастиря на честь Чотирьох євангелістів. Так почала своє існування автономна гілка Соборноправної УАПЦ — так звана «УАПЦ Техасу».
Також за благословенням Григорія (Огійчука) у м. Хюстон (за адресою: Рюе Драйв, 3011) у січні 1983 року відкрився духовно-навчальний заклад Соборноправної УАПЦ — «Інститут східних церковних студій».
Владика Григорій (Огійчук) упокоївся 13 лютого 1985 року на 92 році життя у Чикаго.